# Run into the Light
Run into the Light — другий мініальбом англійської співачки та авторки пісень Еллі Голдінг, ексклюзивно випущений в iTunes Store 30 серпня 2010 року лейблом Polydor Records. Мініальбом складається з шести реміксів треків із дебютного альбому Голдінг Lights, чотири з яких раніше не видавалися.
Щоб відзначити своє партнерство з брендом Nike, Голдінг випустила 30-хвилинний мікс під назвою Run into the Light через iTunes у вересні 2011 року. Зведений Алексом Метриком, він призначений як саундтрек для бігу.

## Список композицій
| #  | Назва                                             | Автор                               | Продюсер(и)                       | Тривалість |
| -- | ------------------------------------------------- | ----------------------------------- | --------------------------------- | ---------- |
| 1. | «Run into the Light Medley»                       |                                     |                                   | 30:06      |
| 2. | «This Love (Will Be Your Downfall)» (Mille Remix) | Ellie Goulding Starsmith            | Starsmith Mille [a]               | 5:31       |
| 3. | «Guns and Horses» (Monsieur Adi Remix)            | Goulding John Fortis                | Starsmith Monsieur Adi [a]        | 4:22       |
| 4. | «Lights» (Fear of Tigers Remix)                   | Goulding Richard Stannard Ash Howes | Stannard Howes Fear of Tigers [a] | 4:54       |
| 5. | «Salt Skin» (Alex Metric Remix)                   | Goulding Starsmith                  | Starsmith Metric [a]              | 5:00       |
| 6. | «Starry Eyed» (Russ Chimes Remix)                 | Goulding Jonny Lattimer             | Starsmith Chimes [a]              | 4:41       |
| 7. | «Under the Sheets» (Jakwob Remix)                 | Goulding Starsmith                  | Starsmith Jakwob [a]              | 5:35       |

Нотатки
- ↑  підписаний як реміксер

## Чарти
| Чарт (2010)     | Найвища позиція |
| --------------- | --------------- |
| UK Albums Chart | 102             |